# Altwisstock
Altwisstock är en kulle i Schweiz. Den ligger i distriktet See-Gaster och kantonen Sankt Gallen, i den östra delen av landet, 130 km öster om huvudstaden Bern. Toppen på Altwisstock är 1 057 meter över havet.